# Иво Лола Рибар (предузеће)
Иво Лола Рибар је била фабрика алатних машина основана 1. јануара 1948. године у Железнику. Била је једна он најзначајнијих фабрика на простру бивше Југославије. Корпорација је ликвидирана одлуком Владе Србије 31. децембра 2001. године.

## Историјат
Изградња фабрике почела је 20. априла 1947. године у Железнику надомак Београда. Грађена је у склопу Првог петогодишњег плана у Југославији са циљем да се убрза послератна обнова и индустријализација земље. Прве омладинске бригаде стигле су у Железник 16. априла 1947. године. Дан касније стигла је Прва српска бригада са 256 омладинаца, а затим и Прва хрватска бригада са 242 омладинаца. Свечани митинг коме су пристусвовали Борис Кидрич, Моше Пијаде и многи други одржан је 20. априла 1947. године на њивама где је требало да буде узграђена фабрика. Убрзо су стигли и бригадири из осталих делова Југославије.
Завршена у првој години петогодишњег плана и свечано је отворена 1. јануара 1948. године.Фабрику је пустио у погон председник владе ФНРЈ Јосип Броз Тито. Добила је име „Иво Лола Рибар", по истоименом народном хероју. Машине су пренете из немачке фабрике „Шис Дефрис” на основу ратне репарације, а производњу првих алатних машина фабрика је остварила крајем 1948. године.
У Југославији је од стране КПЈ почео да се спроводи и привредни и друштвени модел који се назива Радничко самоуправљање. Основна идеја се сводила на пребацивање управљања предузећа у руке радника и одвајање државе од привреде. Фабрика је 20. августа 1950. године предата на управљање радном колективу. Фабрика је била југословенска и европски позната металопрерађивачка фабрика. Једна од најзначајнијих улога фабрике је била та што је она градила и друге фабрике у држави. У периоду најуспешнијег пословања компаније је имала око 9.500 запослених у Железнику и 2.500 радника у 10 производних погона на територији бивше Југославије.